# Teucholabis (Teucholabis) lucida
Teucholabis (Teucholabis) lucida is een tweevleugelige uit de familie steltmuggen (Limoniidae). De soort komt voor in het Nearctisch gebied.